# 尼奥科罗-科巴国家公园
尼奥科罗-科巴国家公园（Parc national du Niokolo-Koba），又译作尼奥科洛科巴国家公园，是塞内加尔东南部靠近几内亚比绍边境地区的一个自然保护区，目前也是联合国教科文组织世界遗产。

## 历史
尼奥科罗-科巴国家公园建立于1954年1月1日，1969年将保护区面积扩大。之前从1926年至1950年为狩猎保护区，1950年至1953年为森林保留地，1953年后列为动物保护区。1981年列入联合国教科文组织世界遗产名录，2007年列入濒危世界遗产名录。

## 地理
国家公园位于高地，冈比亚河及其支流库卢恩图河流经园内。国家公园面积9,130平方千米，海拔在16至311米之间。园内土地表层覆盖大量铁矾土，另有寒武纪砂岩层和变性岩石分布。
园内气候分干湿两季，每年6到10月为雨季，10月至次年5月为旱季，年降雨量在1000至1100毫米左右。

## 动物
尼奥科罗-科巴国家公园以野生动物出名。据塞内加尔官方估计，园内大约有20种两栖动物、60种鱼类、38种爬行动物（包括4种乌龟）。哺乳动物有80余种，其中大约有11000头水牛、6000头河马、400头巨羚、50头大象、120只狮子、150只黑猩猩、3000只水羚、2000只灰小羚羊以及未知数量的红疣猴、豹、非洲野犬等。
人类目前已在园内观测到330多种鸟类，其中较为著名的有阿拉伯鸨、黑冕鶴、红脸地犀鸟、白脸树鸭、短尾雕、猛雕等。

## 登录基准
该世界遗产被认为满足世界遺產登錄基準中的以下基準而予以登錄：
- （x）拥有最重要及显著的多元性生物自然生态栖息地，包含从保育或科学的角度来看，符合普世价值的濒临绝种动物种。